# Chrysanthia
Chrysanthia är ett släkte av skalbaggar som beskrevs av Schmidt 1846. Chrysanthia ingår i familjen blombaggar.
Kladogram enligt Dyntaxa:
| Chrysanthia | \| \| Chrysanthia geniculata \| \| \| \| \| \| Chrysanthia viridissima \| \| \| \| |
|             | \| \| Chrysanthia geniculata \| \| \| \| \| \| Chrysanthia viridissima \| \| \| \| |
|             | Anogcodes                                                                          |
|             |                                                                                    |
|             | Asclera                                                                            |
|             |                                                                                    |
|             | Calopus                                                                            |
|             |                                                                                    |
|             | Ditylus                                                                            |
|             |                                                                                    |
|             | Nacerdes                                                                           |
|             |                                                                                    |
|             | Oedemera                                                                           |
|             |                                                                                    |
|             | Chrysanthia geniculata                                                             |
|             |                                                                                    |
|             | Chrysanthia viridissima                                                            |
|             |                                                                                    |

|  | Chrysanthia geniculata  |
|  |                         |
|  | Chrysanthia viridissima |
|  |                         |